# نادر عیوضی
نادر عیوضی عضو تیم ملی قایقرانی ایران در دوره‌های چهارم الی نهم مسابقات قهرمانی آسیا بود.

## چهارمین دوره مسابقات قهرمانی آسیا (۱۳۷۰–۱۹۹۱) دریاچه اتسو-ژاپن
تورینگ یکنفره ۱۰۰۰متر- نادر عیوضی- مدال طلا

## ششمین دوره مسابقات قهرمانی آسیا(۱۳۷۴–۱۹۹۵) سی شوآن-چین
تورینگ یکنفره ۵۰۰ متر- نادرعیوضی- مدال طلا
تورینگ یکنفره ۱۰۰۰متر- نادر عیوضی- مدال طلا

## هفتمین دوره مسابقات قهرمانی آسیا(۱۳۷۶–۱۹۹۷)کره جنوبی
تورینگ یکنفره ۱۰۰۰متر- نادر عیوضی- مدال طلا

## هشتمین دوره مسابقات قهرمانی آسیا(۱۳۷۸–۱۹۹۹) چندو-چین
تورینگ یکنفره ۱۰۰۰متر- نادرعیوضی- مدال طلا
تورینگ یکنفره ۵۰۰ متر- نادرعیوضی- مدال طلا
کایاک یکنفره ۱۰۰۰متر- نادر عیوضی- مدال طلا

## نهمین دوره مسابقات قهرمانی آسیا(۱۳۸۱–۲۰۰۲) دریاچه آزادی تهران-ایران
تورینگ یکنفره ۱۰۰۰متر بزرگسالان- نادرعیوضی- مدال طلا
تورینگ یکنفره ۵۰۰متر بزرگسالان- نادرعیوضی- مدال طلا
کایاک یکنفره ۵۰۰متر بزرگسالان- نادرعیوضی- مدال برنز
کایاک دونفره ۲۰۰متر بزرگسالان- محسن میلاد و نادرعیوضی - مدال نقره

## مسابقات قهرمانی معولان جهان(۱۳۸۱–۲۰۰۲) تهران- ایران
کایاک یکنفره ۵۰۰متر- نادر عیوضی- مدال طلا
کایاک یکنفره ۱۰۰۰متر- نادر عیوضی- مدال طلا